# Étienne (roi d'Angleterre)
Pour les articles homonymes, voir Étienne.
Étienne (Estienne), né en 1092 ou 1096 et mort le 25 octobre 1154, aussi connu sous le nom d'Étienne de Blois, est roi d'Angleterre de 1135 à sa mort. Il est également duc de Normandie entre 1135 et 1144, et comte de Boulogne entre 1125 et 1146. Son règne est essentiellement marqué par l'Anarchie, une guerre civile qui l'oppose à sa cousine et rivale Mathilde l'Emperesse, dont le fils Henri II devient le successeur d'Étienne, inaugurant ainsi l'avènement des Plantagenêts.
Étienne voit le jour dans le comté de Blois, en France. Son père Étienne-Henri meurt alors qu'il est encore jeune, et il est élevé par sa mère Adèle de Normandie, fille de Guillaume le Conquérant. Envoyé à la cour de son oncle Henri Ier d'Angleterre, Étienne acquiert son estime et se voit accorder de vastes terres. Il épouse Mathilde de Boulogne, héritière d'importants domaines dans le Kent et à Boulogne, ce qui fait du couple l'un des plus riches d'Angleterre. Le fils d'Henri Ier, Guillaume Adelin, perd la vie lors du naufrage de la Blanche-Nef en 1120. Étienne, qui l'accompagnait juste avant la traversée, sans embarquer, échappe ainsi à la noyade. La mort de Guillaume laisse la succession au trône incertaine. De ce fait, à la mort d'Henri en 1135, Étienne traverse rapidement la Manche et, avec l'aide de son frère Henri, évêque de Winchester et abbé de Glastonbury, se fait rapidement reconnaître comme roi d'Angleterre et couronner, arguant que le maintien de l'ordre dans le royaume prévaut sur ses serments antérieurs de soutenir la succession de la fille d'Henri Ier, Mathilde l'Emperesse.
Les premières années du règne d'Étienne sont largement couronnées de succès, malgré une série d'attaques contre ses possessions en Angleterre et en Normandie menées par David Ier d'Écosse, des rebelles gallois, ainsi que Geoffroy V d'Anjou, l'époux de l'Emperesse. En 1138, Robert de Gloucester, le demi-frère de l'Emperesse, se rebelle contre Étienne, ce qui menace de déclencher une guerre civile. Avec son proche conseiller Galéran IV de Meulan, Étienne prend des mesures fermes pour défendre son autorité. Lorsque l'Emperesse et Robert débarquent en Angleterre en 1139, Étienne ne parvient pas à écraser rapidement la révolte, qui s'implante dans le sud-ouest du royaume. Capturé à la bataille de Lincoln en 1141, il est abandonné par un grand nombre de ses partisans et perd le contrôle de la Normandie. Il n'est libéré qu'après que son épouse et Guillaume d'Ypres, l'un de ses commandants militaires, eurent capturé Robert de Gloucester au cours de la déroute de Winchester, mais la guerre civile s'éternise pendant de nombreuses années sans qu'aucun des deux camps ne puisse prendre l'avantage.
De plus en plus préoccupé de s'assurer de la succession de son fils Eustache sur le trône après sa mort, Étienne tente de convaincre l'Église d'accepter de couronner Eustache de son vivant pour renforcer sa prétention au trône, mais le pape Eugène III refuse, d'autant qu'Étienne se retrouve dans une série de disputes de plus en plus amères avec le clergé. En 1153, le fils de l'Emperesse, Henri, envahit l'Angleterre et conclut une alliance avec de puissants barons pour appuyer sa revendication au trône. Les deux armées se rencontrent à Wallingford, mais les barons des deux camps ne veulent pas se lancer dans une nouvelle bataille. Étienne commence à envisager une paix négociée, dont le processus est accéléré par la mort soudaine d'Eustache. Plus tard dans l'année, Étienne et Henri conviennent par le traité de Winchester que le premier reconnaît le second comme son héritier, ce qui permet la restauration de la paix en Angleterre. Guillaume, le deuxième fils d'Étienne, est ainsi privé de ses droits au trône.
Étienne meurt dès l'année suivante. Les historiens modernes ont longuement débattu de la mesure dans laquelle sa personnalité, les événements extérieurs et les faiblesses de l'empire anglo-normand ont contribué à cette longue période de guerre civile. Étienne a été un monarque peu doué, faible et manquant d'autorité. De plus, son règne a été encadré chronologiquement par deux des plus grands rois anglais du Moyen Âge central, Henri Ier et Henri II, ce qui accentue encore plus le contraste. Si son règne a certes été très chaotique, les historiens actuels considèrent désormais que la condamnation sans appel qu'en ont fait les chroniqueurs contemporains était largement exagérée.

## Biographie

### Famille et parentés
Il est le troisième fils survivant d'Étienne-Henri, comte de Blois-Chartres, et d'Adèle, fille de Guillaume le Conquérant et sœur d'Henri Ier d'Angleterre. Il est probablement déjà né en 1096, et son nom est mentionné dans une charte pour la première fois en 1101. Son père est l'un des principaux barons engagés dans la première croisade. Il s'attire une réputation de traître et de lâche en s'enfuyant de la ville assiégée d'Antioche en 1098, pensant que les croisés vont tous se faire massacrer. De retour dans son comté, il subit les foudres de sa femme qui le renvoie en Terre sainte reconquérir son honneur. Il est tué durant la bataille de Ramla en 1102.
Étienne a pour frères aînés Guillaume de Sully, et Thibaut IV de Blois, qui succède au comtés de Blois et de Champagne en 1102, et pour cadet Henri, moine à Cluny, puis abbé de Glastonbury et évêque de Winchester, qui jouera un rôle important durant son règne. Il est le cousin germain de Mathilde l'Emperesse et Robert de Gloucester, respectivement fille légitime et fils illégitime d'Henri Ier d'Angleterre.

### Début de carrière

#### Adolescence
Étienne est éduqué avec ses deux frères aînés à Blois, sous le tutorat de Guillaume le Normand. Geoffroy d'Orléans, plus tard abbé de Crowland, semble aussi avoir été leur tuteur. Il a longtemps été dit qu'Étienne avait été envoyé à la cour royale d'Angleterre pour y être éduqué par son oncle, mais les différents documents juridiques qui nous sont parvenus montrent que c'est faux. Son oncle maternel Henri Ier d'Angleterre le prend sous son aile aux alentours de 1113. Il semble assez probable que c'est à ce moment-là que lui est confié le stratégique comté de Mortain (en remplacement du jeune Robert II de Vitré), au sud-ouest du duché de Normandie, face au comté du Maine et au duché de Bretagne. Probablement au même moment, il rentre totalement dans la sphère anglo-normande et reçoit de vastes domaines en Angleterre, notamment les importants honneurs d'Eye et Lancaster. Il s'agit peut-être d'une compensation pour ne pas avoir reçu l'honneur anglais des comtes de Mortain (région de la Cornouaille notamment). Son oncle lui confie aussi quelques-uns des terres et châteaux confisqués aux Bellême (notamment Alençon et Sées). Ces terres et châteaux avaient été donnés à son frère Thibaut, comte de Blois depuis 1108, mais avec l'accord d'Henri Ier, il les avait échangés contre ses terres héritées dans le comté de Blois. Vers 1120, il reçoit aussi une partie de l'honneur dit d'Eudes le Sénéchal en Angleterre. Au début des années 1120, il a des possessions dans 22 des comtés anglais, et est l'un des plus riches barons du royaume.

#### À la tête du comté de Mortain

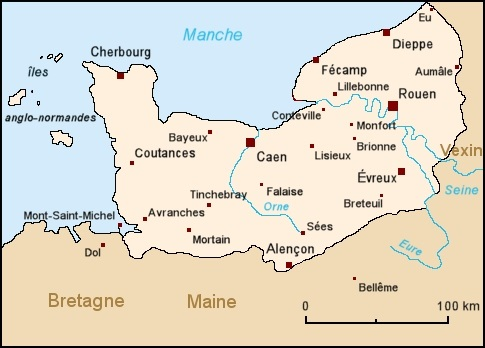
Carte de la Normandie historique. Mortain est au sud-ouest.

Sa nouvelle position à Mortain l'oblige très rapidement à entrer en conflit armé avec ses voisins angevin et capétien. Ici, les intérêts anglo-normands concordent avec ceux de son frère Thibaut IV de Blois. Les deux princes s'allient donc contre leurs ennemis. Durant les années 1116-1119, Étienne défend son comté et vient aussi en aide à son frère. Il commande notamment l'ost bléso-normand qu'il amène à Brie, de crainte que le roi de France Louis VI le Gros ne s'empare de la ville durant une absence de Thibaut.
Il vient aussi à son secours, début novembre 1118, quand il est capturé au combat par la garnison du château de L'Aigle, et le libère. Au même moment, les citoyens de la ville d'Alençon, ville frontière, exaspérés par la brutalité du traitement que leur réserve Étienne et sa garnison, se rebellent et en appellent à l'aide du comte Foulque V d'Anjou. Celui-ci s'empare de la ville et assiège la forteresse. Étienne et son frère Thibaut, qui d'après le moine chroniqueur Orderic Vital sont « avides de gloire » devancent l'ost d'Henri Ier et partent libérer la ville avec leurs propres hommes. Ils sont battus dans un engagement qui a lieu en dehors de la ville, et Henri Ier est obligé de se retirer. Le comte angevin s'empare finalement du château, et Étienne perd ses intérêts dans la région.
En 1119, pendant une révolte de barons normands, il est à la tête d'une importante force normande qui attaque et incendie Évreux. En novembre 1120, le seul fils légitime du roi Henri Ier, Guillaume Adelin, meurt dans le naufrage de la Blanche-Nef. Selon Orderic Vital, Étienne n'aurait pas embarqué sur ce bateau parce qu'il avait une diarrhée. Henri Ier se remarie très rapidement pour essayer d'enfanter un nouvel héritier mâle. Dans les années qui suivent, Étienne est principalement en Normandie.

#### Comte de Boulogne
En 1125, il épouse Mathilde de Boulogne (v. 1103-1152), fille et héritière du comte de Boulogne Eustache III et de Marie d'Écosse. Le comté de Boulogne est un comté autonome de la Flandre. Il a pour avantage d'avoir des ports sur la Manche (notamment Wissant) qui permettent d'en contrôler le trafic. En plus du comté, Étienne acquiert aussi l'honneur de Boulogne, un ensemble de domaines acquis par Eustache II de Boulogne en Angleterre (principalement dans l'Essex) et dans le Sud-Est de la Normandie. Eustache III abdique en faveur de sa fille, et Étienne devient comte de Boulogne en droit de sa femme. Ils règnent sur le comté jusqu'en 1146-1147, date à laquelle ils le transmettent à leur fils aîné Eustache. L'énergie de sa femme lui sera d'un grand secours durant les heures les plus dures de la guerre civile.
Ce mariage fait de lui le principal baron de la sphère anglo-normande. À cette époque, le roi d'Angleterre n'a pas d'héritier, et il est probable qu'Étienne soit alors son candidat préféré. Il a toute la légitimité pour lui succéder, car il est un descendant du Conquérant, et surtout il n'est pas Guillaume Cliton, le fils de son frère aîné Robert Courteheuse, candidat préféré de nombreux barons normands, mais que le roi méprise. Toutefois, cette même année, Mathilde l'Emperesse devient veuve et revient peu après en Normandie. Son père Henri Ier décide alors qu'elle lui succédera, car son mariage avec Adélaïde de Louvain est toujours infructueux. À partir de 1127, Henri demande aux barons de Normandie et d'Angleterre de la reconnaître comme son héritière et successeur dans tous ses biens. Étienne est d'ailleurs le premier laïc à lui prêter serment, en 1127.
En mars 1127, Guillaume Cliton se voit offrir le comté de Flandre. Sur requête de son oncle, Étienne entreprend de former une coalition de barons du nord de la France contre lui. L'année suivante, la menace Cliton disparaît avec sa mort. En 1128, Mathilde l'Emperesse épouse Geoffroy Plantagenêt, comte d'Anjou. Ce mariage permet au roi d'Angleterre de nouer une alliance avec l'un de ses principaux ennemis et ainsi de sécuriser la frontière sud-ouest de son duché.
Durant les années suivantes, Étienne est souvent à la cour royale, bénéficiant des privilèges liés à son rang. Il est notamment avec le roi à Rouen en 1135 quand est proclamée la paix de Dieu.

### Roi d'Angleterre

#### La prise du trône (1135)

Carte de l'Angleterre.

À la mort du roi Henri Ier d'Angleterre, le 1er décembre 1135, le trône doit revenir à sa fille Mathilde l'Emperesse. Comme tous les nobles du royaume, Étienne a par deux fois fait le serment de la reconnaître pour reine. Mais Henri Ier n'a jamais convaincu ses barons que Mathilde pourrait gouverner par elle-même. Il a aussi refusé leur suggestion qu'elle pourrait gouverner comme régente pour son petit-fils Henri. Au moment de sa mort, il n'y a donc pas de consensus ferme parmi le baronnage anglo-normand pour accepter Mathilde. Prévenu de la mort du roi, Étienne de Blois en profite. Il traverse la Manche à partir de Wissant et rejoint au plus vite Londres. Là, les habitants le reconnaissent pour roi.
Il se rend ensuite à Winchester, siège du trésor et de l'administration royale, où son frère est évêque. Grâce à ce dernier, il s'assure du soutien de l'évêque Roger de Salisbury, le chef de l'administration, et de Guillaume du Pont de l'Arche, le gardien du trésor royal. En retour, il promet d'être un souverain modèle envers l'Église. Il garantit au clergé une certaine autonomie, notamment dans l'élection des principaux évêques et archevêques. Ses concessions aux barons du royaume sont plus restreintes. Il a notamment été prétendu qu'il aurait promis la suppression du geld, l'impôt foncier.
Le 22 décembre 1135, après que Hugues Bigot a fait le serment que, sur son lit de mort, le roi avait désigné Étienne comme son successeur, il se fait couronner par Guillaume, l'archevêque de Cantorbéry,. Sur le continent, les barons du duché de Normandie avaient proposé à son frère aîné Thibaut de devenir leur suzerain. Mais une fois informés du couronnement d'Étienne, ils l'acceptent pour duc. Ils n'étaient pas prêts à revivre les problèmes posés par les devoirs de loyauté à deux suzerains différents. D'après Guillaume de Malmesbury, lorsqu'il était comte, Étienne était un baron particulièrement populaire. Pour Edmund King, il a, à cet instant, un soutien important de ses barons, et même le pape confirme son élection au trône.

#### Début de règne (1136)
Quasi immédiatement, il doit faire face à l'invasion du Nord de l'Angleterre par le roi David Ier d'Écosse. Le roi écossais, oncle de Mathilde l'Emperesse, s'empare notamment des villes de Carlisle et Newcastle-upon-Tyne. Étienne doit réagir vite, car le roi écossais semble agir en faveur de sa nièce, et impose aux barons anglais qu'il soumet de faire serment d'allégeance à celle-ci. David Ier comprend vite qu'il s'est engagé trop rapidement en Angleterre, et qu'il aura du mal à maintenir sa position sur le Nord. Aussi quand Étienne arrive à York avec une imposante force, payée avec le trésor royal, il lui propose une conférence pour régler la situation à l'amiable. Elle se tient à Durham entre le 5 et le 20 février 1136. Il en résulte le premier traité de Durham par lequel Étienne abandonne Carlisle et Doncaster à son adversaire, et accorde entre autres l'honneur de Huntingdon à son fils Henry.
Au printemps 1136, Étienne tient sa cour de Pâques à Oxford. Il y signe la Charte de Libertés qui reprend les promesses faites lors de son couronnement au clergé et aux barons,. À cette époque, il a déjà reçu l'hommage de quasiment tous les barons du royaume, dont Robert, comte de Gloucester et fils illégitime du roi. Son adhésion est une excellente nouvelle pour le roi, car il est très puissant et influent. Le seul Baudouin de Reviers refuse de le reconnaître pour roi, probablement parce qu'il n'a pas obtenu un office qu'il demandait à Étienne. Le baron s'empare du château d'Exeter et le fortifie. Étienne conduit lui-même le siège du château pendant les trois mois qu'il dure, et reçoit la soumission de la garnison à l'été. Il ne punit pas les rebelles, et ses barons sont étonnés de son indulgence. Plus tard, Baudouin de Reviers est simplement forcé à l'exil, et s'en va à la cour du comte angevin.

#### Les premières difficultés (1137-1138)
En mars 1137, Étienne d'Angleterre se rend en Normandie et y passe pratiquement toute l'année. En mai, son fils Eustache rend hommage pour la Normandie au roi de France Louis VI le Gros. L'année précédente, Geoffroy Plantagenêt avait envahi le Sud-Est du duché et forcé les barons normands qu'il avait sous son contrôle à faire serment d'allégeance à sa femme, l'Emperesse. Il avait installé un poste avancé à Argentan. En juin 1137, Étienne vient à Lisieux avec l'espoir d'assiéger le comte d'Anjou à Argentan, mais des divisions dans son camp entre ses mercenaires flamands, sous le commandement de Guillaume d'Ypres, et les Normands l'obligent à abandonner ce projet. En juillet, il conclut une trêve avec le comte, l'achetant avec une rente de 2 000 livres sterling par an.
Ses relations avec Robert, le comte de Gloucester, se dégradent, ce dernier étant convaincu que le roi cherche à le faire tuer. Finalement Étienne rentre dans son royaume à la fin de l'année, en ayant accompli peu de choses. Il doit immédiatement aller assiéger le château de Bedford dont s'est emparé Miles de Beauchamp. Celui-ci, tentant de profiter des difficultés du roi, lui promet son aide s'il lui laisse le contrôle du château. Il ne le reprend qu'après cinq semaines. Puis il doit aller dans le nord car les Écossais font des raids dans la Northumbrie. À son arrivée, début février 1138, il repousse les Écossais dans leur royaume. En représailles, il applique une méthode déjà employée par son aïeul Guillaume le Conquérant quelques décennies plus tôt, en pratiquant la politique de la terre brûlée sur une bonne partie des terres du roi écossais.

#### Le début de la guerre civile (1138-1140)

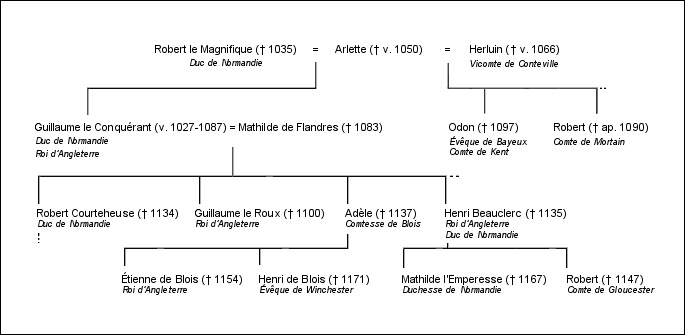
Liens de parenté entre les protagonistes de la guerre civile.

Peu après la Pentecôte 1138 (22 mai), Robert de Gloucester informe le roi qu'il rompt définitivement son hommage, et qu'il prend le parti de sa demi-sœur. À peu près au même moment, les alliés et vassaux du comte dans l'Ouest de l'Angleterre se révoltent. Étienne d'Angleterre vient immédiatement assiéger Hereford tenu par Geoffroy Talbot, puis après la reddition du château, il se porte devant Bristol, le principal château du comte de Gloucester, mais il est trop bien fortifié, et il préfère renoncer. Il continue sa campagne de sièges dans l'Ouest, mais ses conseillers commencent à le critiquer pour sa trop grande indulgence envers les rebelles. En août, il décide de faire du siège de Shrewsbury un exemple. Une fois le château repris, il fait pendre cinq des hommes de Guillaume FitzAlain.
Fin août, une bonne nouvelle arrive du Nord du royaume. L'armée de David Ier d'Écosse, qui encore une fois, en violation des termes du traité de 1136, a passé la frontière, est balayée lors de la bataille de l'Étendard (22 août) par une armée menée entre autres par l'archevêque Thurstan d'York. En décembre 1138, Étienne d'Angleterre est à Westminster où un concile clérical décide d'élire Thibaut du Bec à l'archevêché vacant de Cantorbéry. Il a longtemps été prétendu que son frère Henri de Blois ambitionnait ce siège, et que le roi offense alors son frère en ne le nommant pas à ce poste,. Mais cette analyse ne tient pas, car Henri de Blois est bien celui qui a obtenu de son frère que le clergé puisse librement élire les successeurs aux sièges importants. De plus, pour Edmund King, il est très probable que la nomination de Thibaut du Bec à l'archevêché fait partie d'un accord passé en Angleterre avec le légat du pape présent à l'élection. En effet, peu après son retour à Rome, le pape Innocent II nomme Henri de Blois légat papal de toute l'Angleterre, avec autorité sur l'archevêque. Henri obtient donc un poste très important pour aider son frère. Toujours en décembre, une trêve est conclue avec le roi écossais, et Mathilde de Boulogne, l'épouse d'Étienne et nièce de David Ier, négocie les clauses d'un nouveau traité. Bien que vainqueur quelques mois plus tôt, le roi anglais fait des concessions à son homologue pour être sûr d'avoir la paix dans cette partie du royaume. Il lui abandonne les villes de Bamburgh et Newcastle, ainsi que le comté de Northumbrie. Le traité est officiellement ratifié à Durham le 9 avril 1139.

#### Le débarquement de l'Emperesse

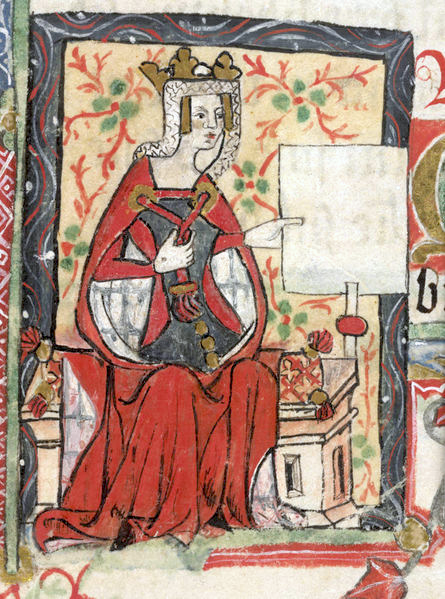
Portrait de Mathilde dans Histoire d'Angleterre des moines de Saint-Albans (XVe siècle).

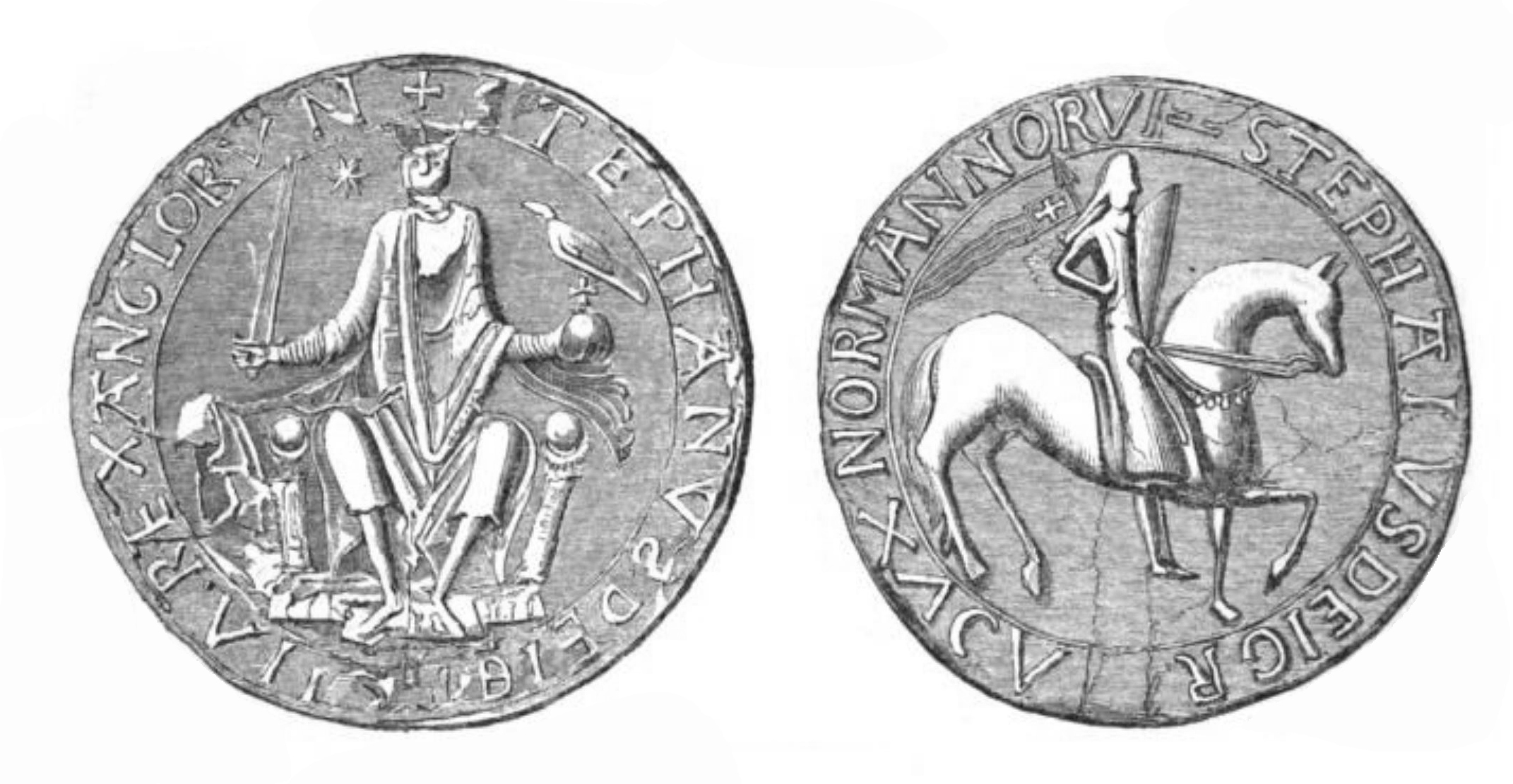
Grand sceau d'Étienne, version d'après l'arrestation de Roger de Salisbury. Issu de The pictorial history of England, par George Lillie Craik et al. (1846).

Durant les fêtes de Pâques 1139, le cas de l'élection d'Étienne est examiné par le second concile de Latran. Les avocats de l'Emperesse arguent qu'Étienne est un usurpateur et un parjure. Le pape refuse de se prononcer et préfère attendre que les événements se décantent d'eux-mêmes. À l'été 1139, influencé par les jumeaux Robert II de Beaumont, 2e comte de Leicester, et surtout Galéran IV, comte de Meulan, Étienne commet une grave erreur politique en arrêtant le chancelier Roger, l'évêque de Salisbury, et ses deux neveux, les évêques Alexandre de Lincoln et Néel d'Ely,. Probablement victimes d'un coup monté, les trois hommes, qui dirigeaient l'administration anglo-normande, doivent rendre leurs châteaux pour avoir brisé la paix du royaume. À cause de cette manœuvre, Étienne s'aliène le clergé, ce qui affaiblit considérablement sa position. Il est convoqué par le légat papal, qui n'est autre que son frère, pour s'expliquer sur cet acte. Aubrey (II) de Vere, lui servant d'avocat, argumente qu'il est du droit du roi, en temps de guerre, de réquisitionner les châteaux stratégiques,, et que Roger de Salisbury a été arrêté en tant que baron déloyal et non en tant qu'évêque. Le clergé ne peut rien contre le roi, ce qui ne calme pas son ressentiment.
Le 30 septembre 1139, Mathilde débarque en Angleterre, avec son demi-frère Robert de Gloucester, pour porter la contestation plus avant et exploiter le mécontentement ambiant,. Elle est accueillie par sa belle-mère Adélaïde de Louvain, au château d'Arundel. Étant sous la protection d'une reine douairière, Étienne accepte de lui donner un sauf-conduit jusqu'à Bristol, convaincu par son frère qu'il vaut mieux confiner ses adversaires dans une seule région. Elle y est escortée par Henri de Blois, l'évêque de Winchester, et Galéran IV, le comte de Meulan. Elle y reçoit l'allégeance de Miles de Gloucester et de Brian FitzCount, puis s'installe à Gloucester, la ville principale de son demi-frère Robert. Le Sud-Ouest de l'Angleterre (Somerset, Gloucestershire, l'équivalent moderne du Monmouthshire, Herefordshire et occasionnellement le Worcestershire) s'affirme comme la base territoriale des enfants d'Henri Ier. Son soutien ne vient pas vraiment de ceux qui voient en elle le successeur légal au trône, mais surtout de ceux qui ont été floués par Henri Ier et ceux qui ont besoin de protection pour cause de rivalités locales.
Pendant que l'Emperesse est occupée à renforcer son contrôle sur le Sud-Ouest du royaume, Étienne gère les problèmes au fur et à mesure qu'ils se présentent. Dans les six premiers mois de l'année 1140, il va assiéger l'évêque Néel d'Ely et le chasse de son diocèse ; il traverse tout le royaume pour aller combattre Reginald de Dunstanville, un fils illégitime d'Henri Ier, que sa demi-sœur l'Emperesse a nommé comte de Cornouailles. Enfin, peu après les fêtes de la Pentecôte, il va assiéger Hugues Bigot dans son château de Bungay. Avec la venue de sa concurrente sur ses terres, il a clairement perdu l'initiative politique dans ce conflit.

#### La bataille de Lincoln (1141)

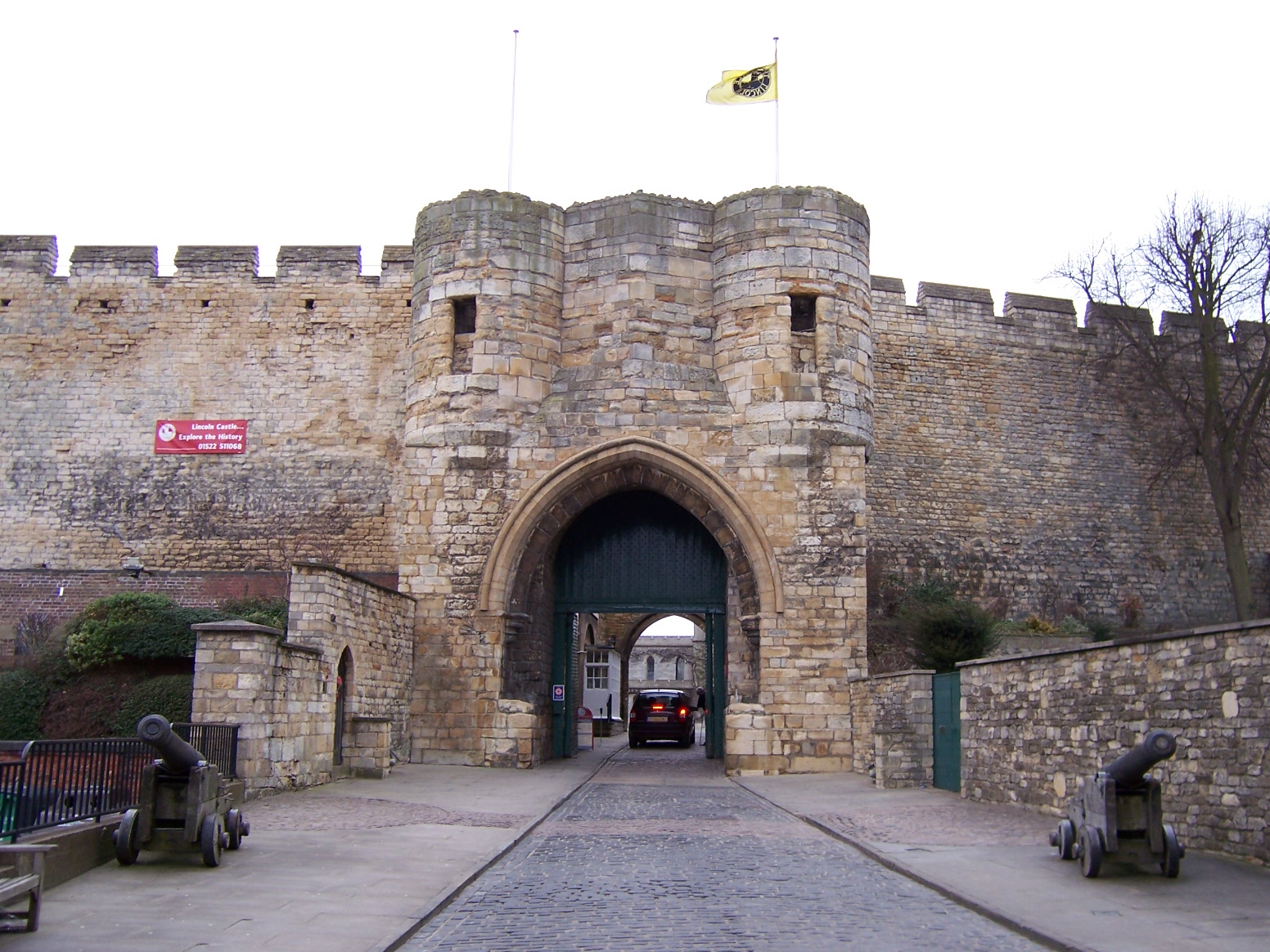
Le château de Lincoln de nos jours.

Début 1141, Étienne d'Angleterre commet une nouvelle erreur politique en précipitant le puissant baron Ranulf de Gernon, 2e comte de Chester, dans les bras de ses adversaires. Ce dernier, qui est pourtant un important soutien pour Étienne du fait de sa position territoriale face aux terres accordées au roi écossais, revendique le château de Lincoln que sa mère possédait avant sa mort. Fin 1140, aidé par son demi-frère utérin Guillaume de Roumare, il s'en empare par la ruse. Après avoir conclu un pacte avec les deux frères reconnaissant leur revendication sur celui-ci, Étienne revient quelques semaines plus tard pour les assiéger. Ranulf de Gernon parvient à s'enfuir et, ralliant la cause de Mathilde l'Emperesse, demande l'aide de son beau-père, le comte Robert de Gloucester. Le 2 février 1141 a lieu la bataille de Lincoln, la seule bataille décisive de ce conflit. Deux importantes armées s'affrontent sur le champ de bataille devant la ville. Alors que les troupes d'Étienne sont mises en difficulté par la fuite de plusieurs de ses contingents et de ses commandants, il refuse de se retirer, et est finalement capturé. Il est alors emprisonné à Gloucester, puis à Bristol sous la surveillance de Robert de Gloucester.

#### La déroute de Winchester
Avec Étienne en captivité, son parti se délite, et l'Emperesse se trouve en position de force dans le royaume. Le 3 mars, elle se proclame Domina Anglorum, « Dame des Anglais », avec l'accord d'Henri de Blois. Dans le même temps, la Normandie se laisse conquérir par Geoffroy Plantagenêt. Il s'empare du duché, à part quelques poches de résistance qui seront éliminées au fur et à mesure jusqu'en 1144. Le 7 avril, Mathilde l'Emperesse est proclamée Angliæ Normanniæque domina, « Dame des Anglais et des Normands », au concile de Winchester. Des dispositions sont prises pour qu'elle soit couronnée à Westminster. Bien qu'elle contrôle dorénavant le royaume, son soutien militaire est faible. Elle commet alors elle aussi une erreur politique en étant intransigeante alors qu'elle n'en a pas les moyens. Elle refuse la proposition qui lui est faite de libérer Étienne à condition qu'il se fasse moine ou se retire de la vie politique. Henri de Blois, dont le soutien est capital pour pouvoir être couronnée, l'abandonne.
En juin 1141, les Londoniens, furieux contre l'Emperesse, qui n'a pas su acheter leur soutien, attaquent Westminster et l'obligent à quitter la ville en catastrophe. En septembre, elle décide d'emmener ses troupes à Winchester pour forcer Henri de Blois à la couronner. Mathilde de Boulogne, l'épouse d'Étienne, et Guillaume d'Ypres, le commandant de ses mercenaires, voient là l'opportunité de reprendre l'avantage. Alors que l'armée de l'Emperesse assiège le château de Winchester, leur armée vient assiéger la ville elle-même. Prises en tenaille, les troupes angevines préfèrent abandonner leur siège, et en couvrant la fuite de sa demi-sœur, Robert de Gloucester est capturé. Après un mois de négociation, les deux partis s'entendent pour échanger leur prisonnier. Étienne recouvre la liberté le 1er novembre 1141. Il retrouve le trône anglais et, durant les fêtes de Noël qu'il passe à Cantorbéry, il réaffirme son autorité par une cérémonie de couronnement.

#### Lestatu quoen Angleterre (1142-1146)

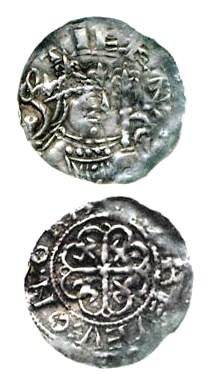
Monnaie émise par Étienne.

Dans les années suivantes, le conflit se résume à quelques engagements mineurs et des campagnes pour le contrôle de villes et châteaux stratégiques. Les belligérants ne semblent pas vouloir jouer leur va-tout sur une seule bataille d'ampleur ou ne pas en avoir les moyens. Étienne ne contrôle plus que l'Ouest et le Nord de son royaume. Ses revenus s'en trouvent donc affectés, et par conséquent son pouvoir aussi. Il n'a pas les moyens, occupé par les affaires anglaises, de contester la Normandie à Geoffroy Plantagenêt, et en 1143, la perte totale est imminente.
Avec ses difficultés financières, Étienne comprend que sa victoire en Angleterre ne sera possible que grâce au soutien de ses barons. Aussi, dans les premiers mois de 1142, il intervient pour qu'un conflit ne dégénère pas entre deux de ses soutiens, Guillaume le Gros, 1er comte d'York, et Alain le Noir, lord de Richmond. C'est alors qu'il tombe soudainement malade, et reste souffrant à Northampton entre Pâques et la Pentecôte. Il reprend ses activités à l'automne, venant assiéger Mathilde l'Emperesse pendant trois mois dans son château d'Oxford. Vers Noël, elle réussit toutefois à lui échapper par une évasion audacieuse. En 1143, il tente sans succès de reprendre le port de Wareham (Dorset) à Robert de Gloucester. Le 1er juin, Étienne et son frère Henri affrontent Robert de Gloucester à Wilton. Ils sont mis en déroute.
Plus tard cette même année 1143, avec la Normandie quasi perdue, Étienne se met probablement à craindre une invasion angevine. Il décide de se débarrasser de Geoffrey de Mandeville, que l'Emperesse a fait 1er comte d'Essex, quand il avait brièvement rejoint ses rangs en 1141. En effet, Étienne avait donné à Mandeville le château le plus important du royaume (la tour de Londres), et l'autorité sur les quatre comtés les plus proches du siège du gouvernement. Pour C. Tyerman, cette donation, héréditaire qui plus est, signifiait tout simplement la fin de la monarchie anglaise en tant que gouvernement effectif à plus ou moins long terme. En arrêtant son baron, il essaie de corriger une situation intenable. Ce revirement révèle la situation précaire ou la naïveté du gouvernement d'Étienne. Ou alors, et c'est plus compréhensible, Étienne n'avait pas grande foi en la pérennité des alliances politiques ou dans les accords conclus pour se les assurer. Mandeville est donc arrêté à la cour royale qui se tient à St Albans, en septembre 1143. C'est une chose normalement inconcevable dans les coutumes féodales, car le roi doit la sécurité à ses sujets lorsqu'ils sont à sa cour. Mais Étienne passe outre, comme il le fera en 1146 avec Ranulph de Gernon. Mandeville est emprisonné et forcé à rendre toutes ses terres et tous ses châteaux. Après cela, Étienne commet l'erreur de lui rendre sa liberté. Évidemment Mandeville prend immédiatement les armes se sentant trahi par un roi qui n'est pas capable de tenir sa parole. Il se lance dans une campagne de destruction et de pillage dans les Fens et l'Est-Anglie, et est tué en 1144.
En 1145, le camp royaliste reprend un certain ascendant après quelques bonnes nouvelles sur le plan politique et militaire. Parmi elles, il y a la réconciliation avec Ranulf de Gernon, le 4e comte de Chester, et la soumission de Philippe, le fils de Robert de Gloucester. Toutefois, en 1146, les conseillers d'Étienne voient dans une demande d'aide du comte de Chester, une possible tentative d'embuscade. Le comte, en qui aucun des deux camps n'a confiance à cause de ses fréquents changements d'allégeance, est arrêté à Northampton et emprisonné. Une fois de plus, Étienne arrête l'un de ses barons à la cour, et en plus, il viole son serment de réconciliation. Le comte est obligé de rendre ses châteaux, dont celui de Lincoln, puis est relâché. Pour Edmund King, à ce moment, le roi apparaît comme le plus fort de deux faibles adversaires, aucun n'ayant les moyens d'entreprendre de grandes campagnes.

#### Relations avec l'Église
Son fils étant dorénavant majeur, Étienne essaye de le faire couronner roi de son vivant pour lui assurer la succession, suivant en cela la tradition capétienne. Mais ses relations avec l'Église étant tendues, il doit renoncer devant le refus de ses évêques. Il est le seul roi d'Angleterre avec Jacques II à ne pas avoir réussi à assurer la succession pour son héritier légitime. Le clergé lui reproche plusieurs choses. D'abord, l'arrestation de l'évêque de Salisbury en 1139, mais surtout les promesses non tenues en matière de libre choix des évêques et des abbés. En effet, contrairement à ce qu'il avait promis lors de son couronnement, Étienne et son frère Henri sont intervenus régulièrement dans les élections pour promouvoir leurs proches. Ainsi, Gervaise, l'un de ses fils illégitimes est nommé abbé de Westminster en 1138 ; Henri de Sully, un neveu, est nommé abbé de Fécamp en 1140 etc. Il promeut aussi Guillaume FitzHerbert à l'archevêché d'York en 1140, et Hugues du Puiset, son neveu, à l'évêché de Durham en 1153. L'élection de FitzHerbert est disputée, et finalement Henri Murdac est consacré à sa place et sans son consentement. En 1147, il propose au pape Eugène III une liste de candidats (tous des proches) pour le siège épiscopal vacant de Lincoln. Mais celui-ci la rejette « en utilisant des mots grossiers ». Il reproche ce tracas à Thibaut du Bec, l'archevêque de Cantorbéry, et ne l'autorise pas à assister au concile de Reims de 1148, ce qui est à deux doigts de lui valoir l'excommunication. En 1152, il accepte officiellement Henri Murdac, espérant en retour le soutien papal pour le couronnement de son fils, mais Eugène III refuse de prendre parti dans le conflit. De plus, Étienne est régulièrement pris à partie par Bernard de Clairvaux, le grand réformateur cistercien. Son frère Henri de Blois, l'évêque de Winchester, a perdu son autorité en même temps que son mandat de légat en 1143, et il ne lui est plus d'aucune aide.

#### La lutte contre Henri d'Anjou (1147-1153)

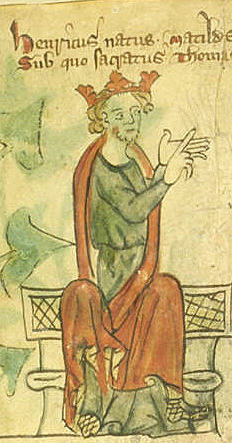
Le rival d'Étienne est couronné après sa mort sous le nom d'Henri II (roi d'Angleterre).

En 1147, Robert de Gloucester, le charismatique commandant militaire de l'Emperesse, meurt. Quelques mois plus tard, cette dernière, qui se reposait totalement sur lui, se retire du royaume. Elle laisse le soin à son jeune fils Henri de poursuivre la lutte pour son propre compte. Pour Étienne aussi, l'heure est au passage de génération. Son fils Eustache est armé chevalier et reçoit le comté de Boulogne. Henri d'Anjou, qui n'a alors que 14 ans, vient en Angleterre tenter sa chance, mais il attaque sans succès son cousin Philippe de Gloucester, et se retrouve à court de fonds pour quitter le royaume. Étienne décide alors de payer les troupes du jeune prétendant à sa place pour se débarrasser de lui.
L'Angevin est de retour dans le royaume deux ans plus tard. Il se rend auprès de son oncle David Ier d'Écosse, qui l'arme chevalier. Leur plan de campagne dans le Yorkshire doit être abandonné, car Étienne anticipe leur mouvement en venant à York avec une armée. Henri est ensuite pris en chasse par Eustache dans l'Ouest du royaume et dans les marches galloises. Les troupes royalistes pillent et pratiquent la politique de la terre brûlée sur les terres de leurs ennemis. Le jeune prince angevin doit retourner en Normandie au début de l'année suivante, sans avoir rien réussi.
En 1150 sur le continent, Henri d'Anjou est investi du duché de Normandie par son père. Il prépare alors une invasion de l'Angleterre, mais la mort de son père en 1151 lui fait repousser le projet. En 1152, ses partisans le pressent de venir en Angleterre, car l'influence d'Étienne va grandissante. Toutefois, en mai 1152, Mathilde de Boulogne, l'épouse du roi et son principal soutien et compagnon, meurt. C'est un premier coup dur pour Étienne. En janvier 1153, quand Henri débarque dans le royaume, il est duc de Normandie, comte d'Anjou et gouverneur d'Aquitaine. Il a dorénavant les ressources financières pour entreprendre une grande campagne qu'il veut décisive, et réunir à nouveau la Normandie et l'Angleterre, ce qu'il est le seul à pouvoir faire.

#### Paix et fin de règne (1153-1154)
Les barons et le clergé, exaspérés par cette guerre civile qui n'en finit plus, veulent maintenant y mettre fin. Étienne est informé que plusieurs de ses barons ont envoyé des émissaires secrets au duc de Normandie pour faire la paix avec lui. Après quelques affrontements armés, le roi est forcé par ses barons à accepter une trêve dans le conflit. En août 1153, les deux camps se rejoignent à Wallingford, château de Brian FitzCount, fidèle de la cause angevine. Là, les adversaires s'entendent pour discuter des détails d'un traité de paix. Des négociations avaient déjà eu lieu en 1140, 1141 et 1146, mais cette fois-ci, avec la mort récente de son fils Eustache, la situation est plus favorable.
Les deux camps s'entendent pour que Étienne reconnaisse Henri d'Anjou comme son fils et successeur, et qu'il reste sur le trône le reste de sa vie durant. Le traité ne lèse personne et satisfait donc tout le monde. Ses termes sont les mêmes que ceux proposés par Henri de Blois en 1141 pendant l'emprisonnement d'Étienne. L'intransigeance de l'Emperesse a donc conduit à douze années de guerre civile supplémentaires. Quand Henri retourne en Normandie, au printemps 1154, il ne s'attend pas à ce qu'Étienne meure dans les mois qui suivent. Le 25 octobre 1154, le roi d'Angleterre meurt au prieuré de Douvres, après de violents maux de ventre, accompagnés de saignements. Il est inhumé aux côtés de sa femme et de son fils aîné dans l'abbaye de Faversham.

### Patronage

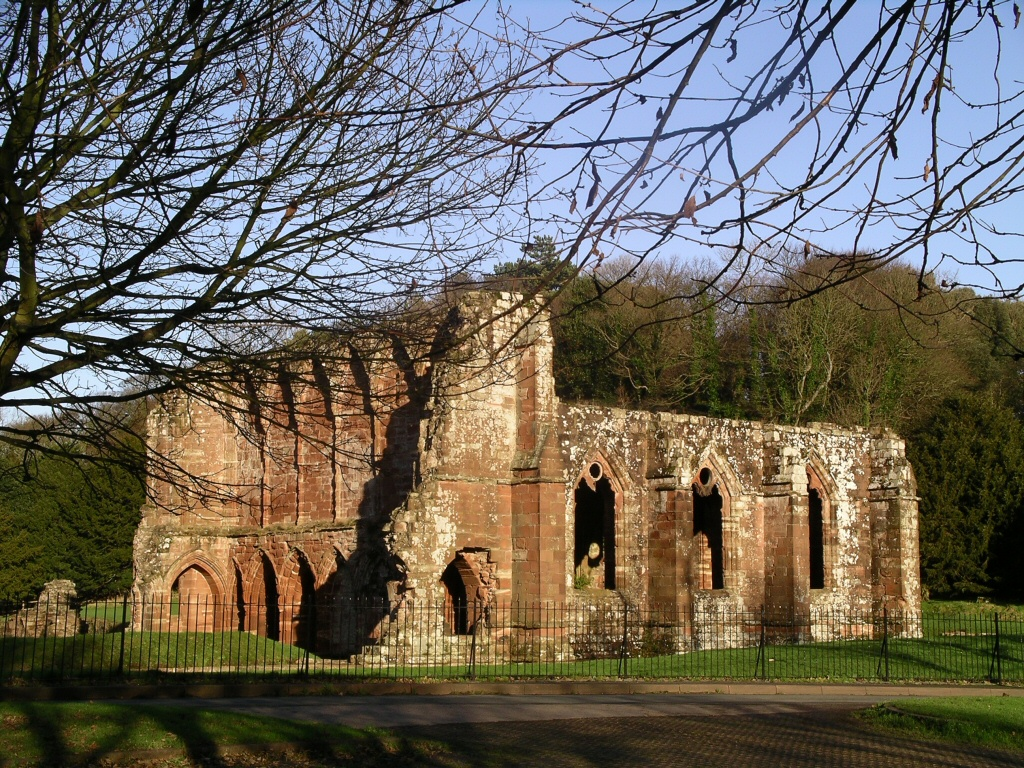
Ruines de l'abbaye de Furness, fondée par Étienne.

En matière de patronage ecclésiastique, Étienne est assez conventionnel pour un noble de son importance. Comme comte de Mortain, il est très proche de l'ordre de Savigny, et de son abbaye. Il fonde l'abbaye savinienne de Sainte-Marie de Furness, qui est comprise dans l'honneur de Lancaster. Cette abbaye devient la plus importante maison de l'ordre en Angleterre. Dans l'Essex, où se trouve la majorité de l'honneur de Boulogne, il s'associe à son épouse pour fonder l'abbaye cistercienne de Coggeshall, en 1140. Avec Mathilde de Boulogne, il fait construire, à partir de 1147, le monastère clunisien de Faversham (Kent), qui est bâti sur le modèle de l'abbaye de Reading, l'abbaye fondée par Henri Ier. Les époux sont aussi les bienfaiteurs de diverses autres maisons, notamment le prieuré de Bermondsey (Londres) et les templiers.

### Portrait et réputation

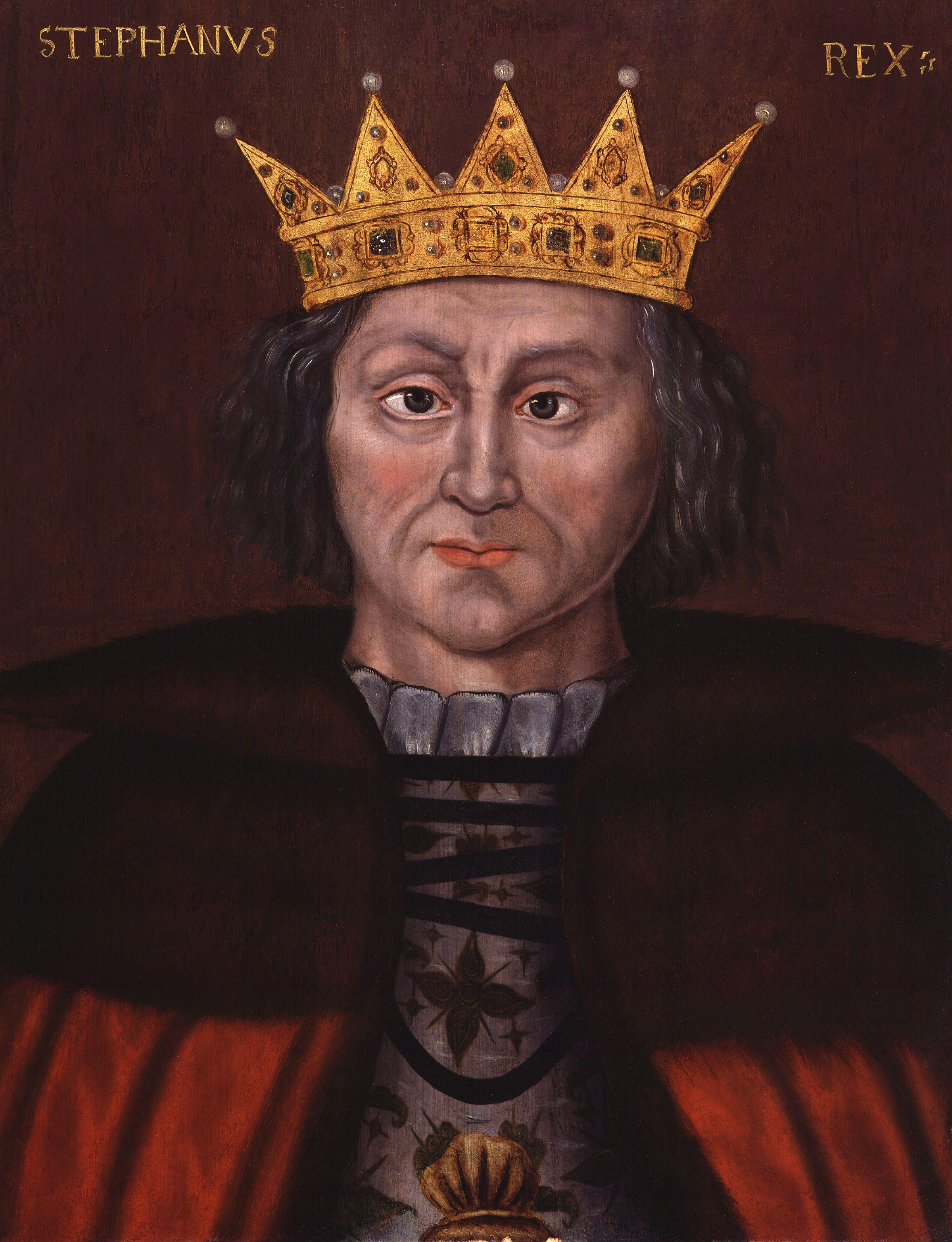
Portrait d'Étienne par un artiste inconnu (XVIIe siècle).

Comme comte, Étienne fut un courtisan modèle. Il sut s'élever progressivement dans la faveur royale par ses services et ses aptitudes. Pour Guillaume de Malmesbury, « Étienne, par sa bonne nature et la manière qu'il avait de plaisanter, de côtoyer et de manger même avec les plus humbles, s'était attiré une affection que l'on peut difficilement imaginer »,.
Comme roi, il fut plus durement examiné par les chroniqueurs contemporains. Il garda toujours sa bonne nature et ne se mit pas facilement en colère. Celle-ci était alors dirigée précisément contre ceux qui lui avaient manqué de respect ou désobéi. Il sembla aussi très attentif à l'étiquette, à la loyauté qui lui était due, et sa propre dignité royale. Pourtant, il n'hésita pas à arrêter des barons à sa cour, à renier des accords passés avec ses barons, et à trahir son serment d'allégeance à l'Emperesse.
Étienne a toujours été vu et décrit comme un roi faible, manquant de caractère et surtout d'autorité. Notamment, il abandonna le siège de Bristol (1138), donna un sauf conduit à l'Emperesse au moment de son débarquement (1139), libéra Geoffrey de Mandeville et Ranulf de Gernon etc. Pour A. Fraser, il fut incapable de dominer sa cour et son royaume. Pour elle, il n'était sûrement pas sot, mais commit parfois l'erreur de vouloir être trop habile. Il était un chef compétent en matière militaire, même s'il fut battu dans les deux batailles d'ampleur auxquelles il participa. Mais sur le plan politique il avait de grandes difficultés, et pour C. Tyerman, il était même un incapable, ce qui explique son échec en tant que monarque.

### Historiographie du règne
Les historiens contemporains ou quasi contemporains, tous ecclésiastiques, ont tout de même largement exagéré le désordre qui caractérisa son règne. Notamment, la Chronique anglo-saxonne le décrit comme une période de misère, de famine, de dévoiement, d'oppression et d'anarchie, un « temps où les gens disaient ouvertement que le Christ et ses saints dormaient ». Le terme « anarchie » devint même un synonyme pour son règne chez les historiens anglais d'avant le XXe siècle. Au sein de l'histoire de Guillaume le Maréchal, le roi Etienne qui retiens Guillaume en otage est décrit comme naïf écoutant à plusieurs reprises des conseillers perfides enjoignant Etienne à mettre en péril la vie du jeune Guillaume. Dans ce récit Henri de Winchester dépeint les conséquences terrible du conflit et enjoint les belligérants à faire la paix.
Étienne montra sa vulnérabilité dès sa montée sur le trône, avec le siège d'Exeter en 1136. Son manque de fermeté contre les rebelles ouvrit la voie aux ambitions égoïstes de son baronnage. Comme il était incapable de s'occuper des désordres dans son royaume, il délégua à ses partisans de grandes parts de son autorité, et créa ainsi de nombreux titres de comtes. Plusieurs barons utilisèrent la situation créée par la guerre civile pour vendre leur soutien au plus offrant. Ranulf de Gernon a souvent été décrit comme l'exemple typique de cette attitude. L'incapacité d'Étienne à maîtriser tous les aspects de sa position conduisit à une désintégration de l'ordre établi, et à de nombreux désordres locaux. Il montra aussi à plusieurs reprises qu'il était difficile de lui faire confiance. Enfin, sur le plan politique, il se montra inepte, notamment en arrêtant Roger de Salisbury et ses neveux, et en ne respectant pas sa promesse de liberté de l'Église. Il s'attira ainsi l'hostilité du clergé, et finalement fut incapable d'assurer sa succession.
Toutefois, les études récentes de son règne montrent plus les barons de son royaume comme des suiveurs passifs que comme des agents de la déliquescence ambiante. L'exemple caractéristique est Geoffrey de Mandeville, dont J. H. Round, au début du XXe siècle, avait fait le parfait archétype du baron exploitant le désordre ambiant pour promouvoir au mieux son intérêt personnel, en vendant sa loyauté au plus offrant. Depuis, ce point de vue traditionnel a été revisité par d'autres historiens, et un portrait bien différent et bien plus nuancé de lui a été fait. La faiblesse du gouvernement d'Étienne fut si importante que les grands barons du royaume, soutenant des camps différents, en furent réduits à conclure des traités privés afin de limiter l'impact de la guerre civile sur leurs terres et leurs possessions, et donc sur leurs revenus.

## Famille et descendance
Avant 1125, il épouse Mathilde, comtesse de Boulogne. Ils ont pour enfants (ordre proposé par Edmund King) :
- Eustache de Blois (v. 1129-1153), comte de Boulogne ;
- Marie de Blois (1131-1182), nonne, puis comtesse de Boulogne, mariée de force à Mathieu de Lorraine ;
- Baudouin de Blois (mort vers 1136-1137) ;
- Guillaume de Blois (mort en 1159), comte de Boulogne et de Surrey ;
- Mathilde (Mahaut) de Blois (morte avant 1141), fiancée en 1136 au comte Galéran IV de Meulan.

Enfants illégitimes :
- Gervaise (vers 1110-1160), abbé de Westminster (1138). Fils de Dameta, une Normande ;
- Guillaume (après 1160), apparaît dans l'entourage de Guillaume de Blois ;
- Sybille, épouse de Hervé, comte de Léon.

## Chronologie du règne
- 22 décembre 1135 : couronnement
- février 1136 : traité de Durham avec les Écossais
- 1137 : seule et unique visite en Normandie
- 22 août 1138 : victoire contre les Écossais à la bataille de l'Étendard
- 9 avril 1139 : traité de Durham avec les Écossais
- été 1139 : arrestation des évêques de Salisbury, Lincoln et Ely
- 30 septembre 1139 : débarquement de Mathilde l'Emperesse en Angleterre
- 2 février 1141 : capture à la bataille de Lincoln
- 7 avril 1141 : Mathilde est proclamée « Dame des Anglais et des Normands »
- septembre 1141 : capture de Robert de Gloucester
- 1er novembre 1141 : libération d'Étienne
- 1144 : perte définitive de la Normandie
- 1147 : 1re campagne d'Henri d'Anjou
- 1149 : deuxième campagne de Henri d'Anjou
- 3 mai 1152 : mort de son épouse Mathilde de Boulogne
- 1153 : troisième campagne de Henri d'Anjou
- janvier 1153 : trêve entre les belligérants
- août 1153 : mort de son fils Eustache
- fin août 1153 : début des négociations du traité de paix
- Noël 1153 : ratification du traité de paix à Westminster
- 25 octobre 1154 : décès